# Jednolita ustawa o wekslach trasowanych i własnych
Jednolita ustawa o wekslach trasowanych i własnych - wzorcowa ustawa regulująca kwestie związane z wystawieniem, zbywaniem i zapłatą weksli, stanowiąca załącznik nr I do Konwencji genewskiej z dnia 7 czerwca 1930 r. w sprawie jednolitej ustawy o wekslach trasowanych i własnych. Na mocy postanowień tejże konwencji państwa - strony zobowiązane zostały do wprowadzenia ustawy wzorcowej do krajowych porządków prawnych. Jedyne dopuszczalne odstępstwa od treści ustawy jednolitej zostały wyczerpująco wymienione w załączniku nr II konwencji w postaci tzw. rezerwatów krajowych.
Językami autentycznymi są angielski i francuski (art. 3), depozytariuszem Sekretarz generalny Ligi Narodów (art. 4). Weszła w życie 1 stycznia 1934 r. zgodnie z warunkami art. 7.
Polska, jako sygnatariusz konwencji zrealizowała jej postanowienia poprzez uchwalenie ustawy z dnia 28 kwietnia 1936 r. Prawo wekslowe.